# 외규장각
외규장각(外奎章閣)은 1782년 2월 정조가 왕실 관련 서적을 보관할 목적으로 강화도에 설치한 규장각이다. 정조는 외규장각이 설치되자 원래의 규장각을 내규장각(內奎章閣, 내각)이라 하고, 각각의 규장각에 서적을 나누어 보관하도록 하였다. 이후 병인양요(1866년) 당시, 강화도에 상륙한 프랑스 극동함대사령관 피에르 구스타브 로즈 제독이 규장각을 불태워 전각이 소실되었다. 이 결과로, 5,000권 이상의 책이 소실되었고, 의궤(儀軌)를 비롯한 340권의 책과 문서 및 은궤 수천냥이 약탈되었다. 당시 프랑스군이 약탈해간 의궤 297권은 현재 파리 국립 도서관에 보관되어 있다. 현재 강화도에 있는 외규장각 건물은 강화군에서 2003년에 복원한 건축물이다. 현재는 전시관으로 쓰이고 있다.

## 외규장각 도서
외규장각 도서(外奎章閣圖書, 프랑스어: les manuscrits coréens)는 외규장각에 소장되어 있던 서적으로, 프랑스의 미테랑 대통령이 1993년 TGV의 대한민국 고속철도 수주를 위해 방한하면서, 《휘경원원소도감의궤》 상 1권을 반환하며 프랑스 외규장각 도서의 전체 반환을 약속했지만, 양국이 합의점을 찾지 못했었다. 이후 2010년 11월, 대한민국의 서울에서 열린 서울 G20 정상회담에서 프랑스와의 정상 회담 이후 외규장각 도서를 5년마다 갱신 대여하는 것으로 합의하였고, 2011년 5월 환수가 완료되었다.

## 사진

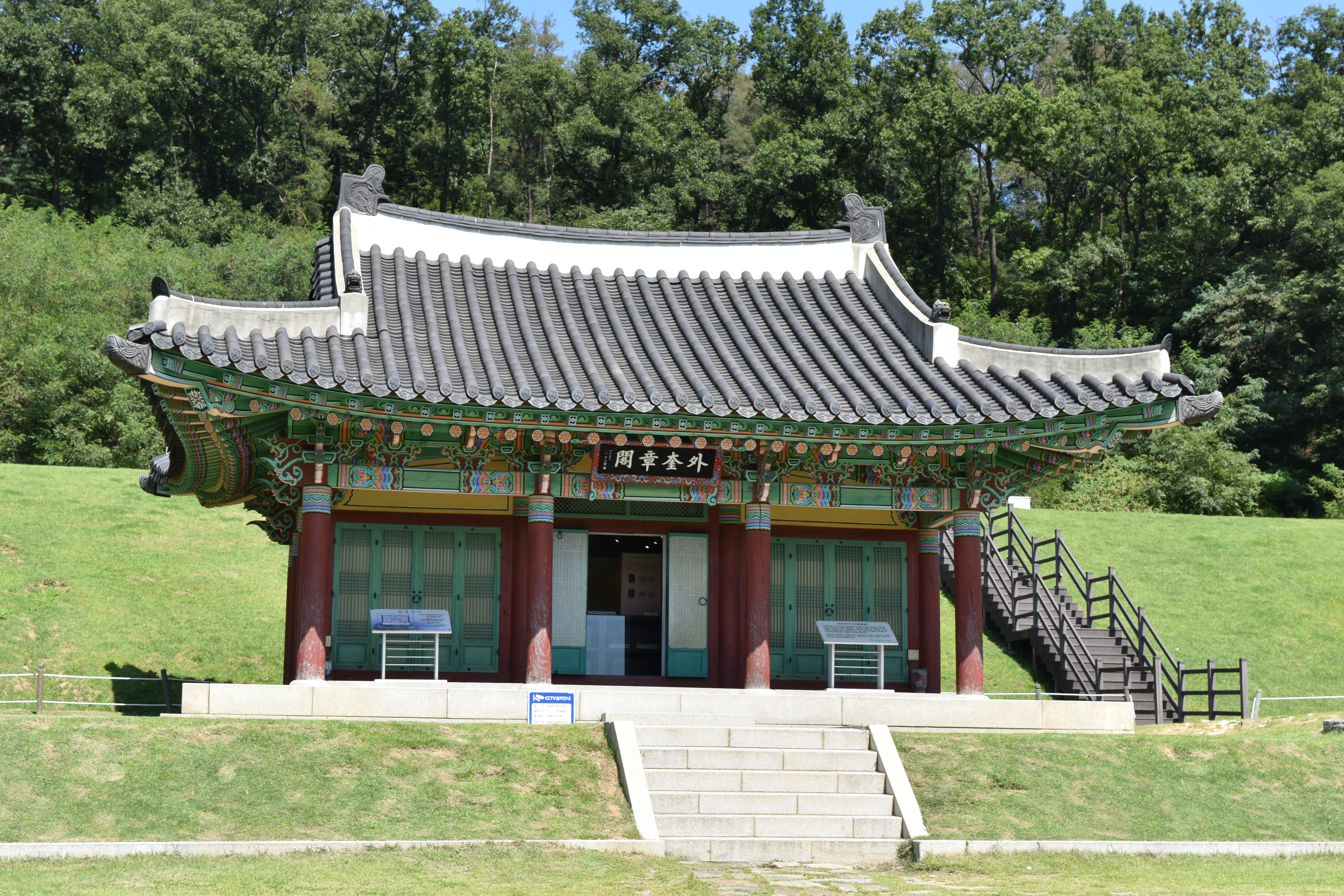
2003년에 복원된 외규장각
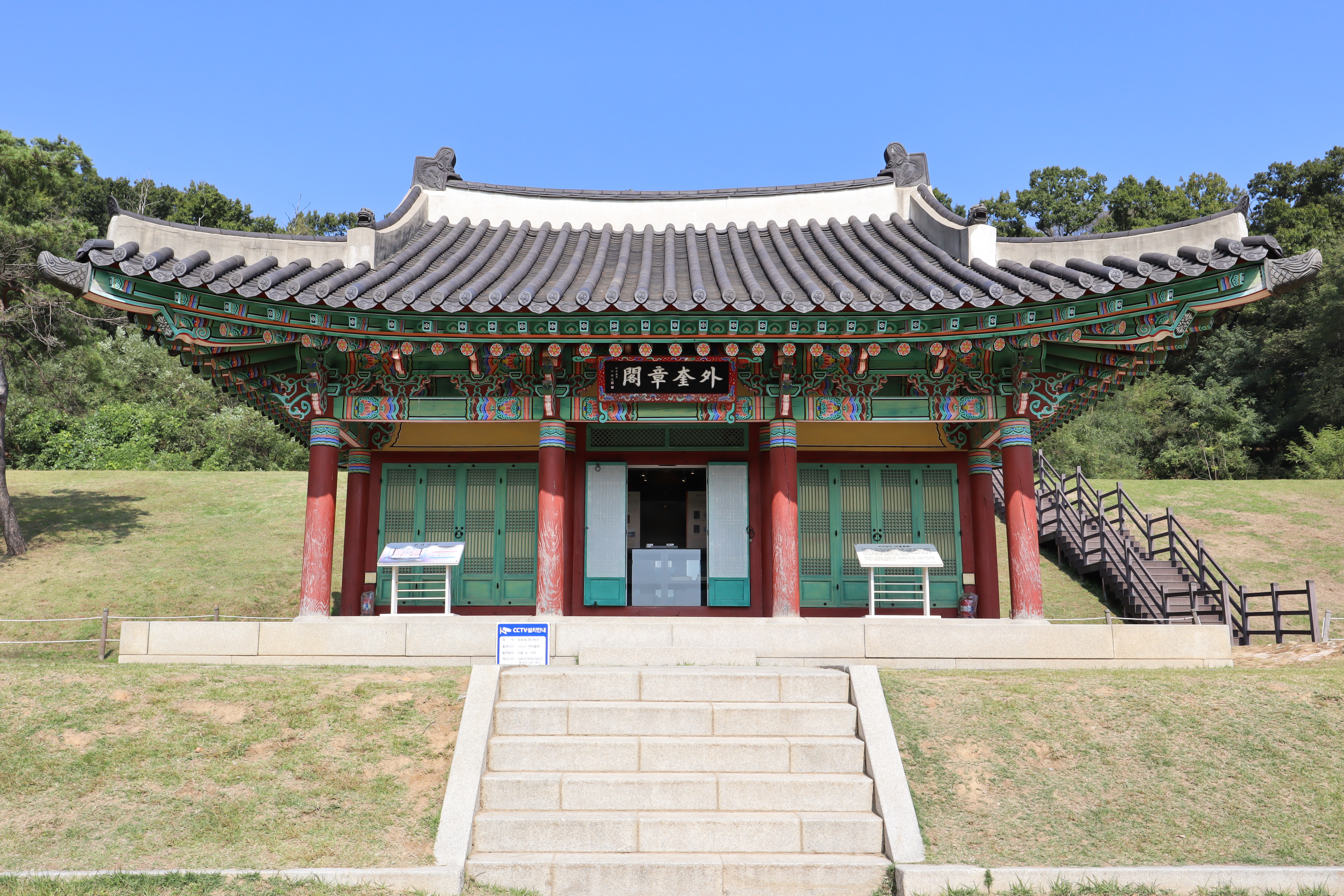
2003년에 복원된 외규장각
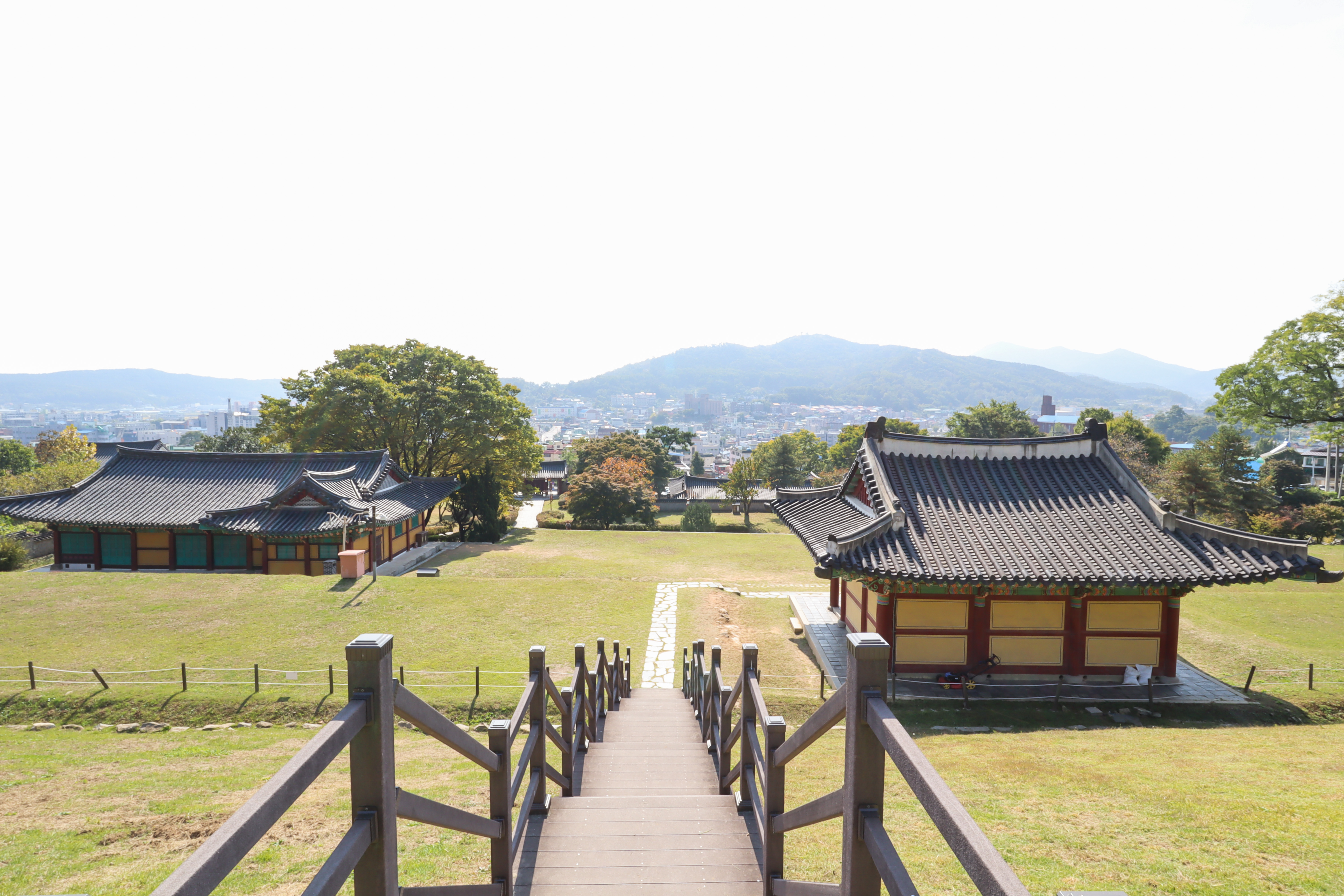
언덕에서 본 외규장각 (우측건물)
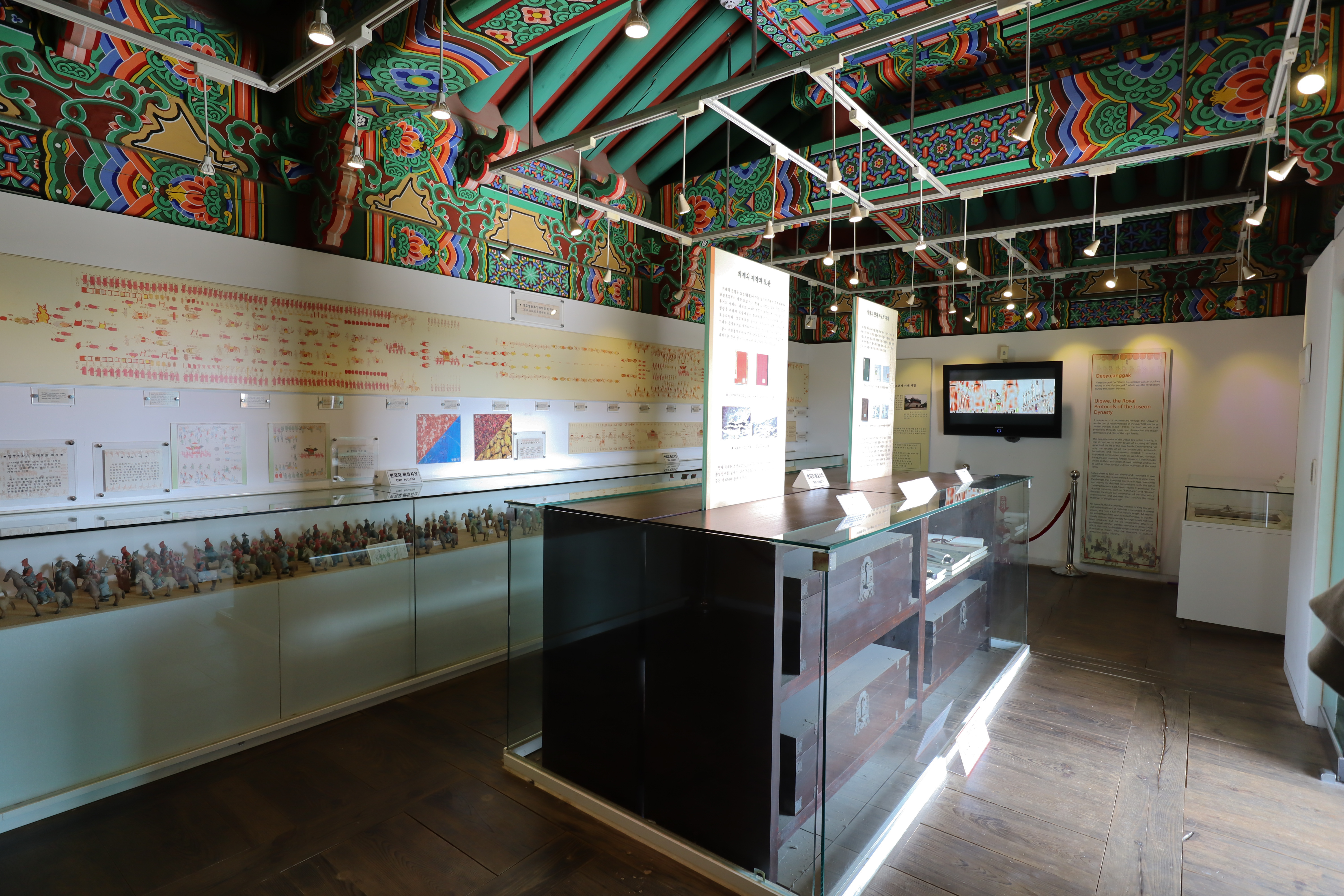
전시관으로 사용되는 외규장각 내부

## 같이 보기
- 외규장각 도서